# Ferdinand Selgrad
Ferdinand Selgrad (* 15. April 1927 in Neunkirchen; † 30. Oktober 2022 in Spiesen) war ein deutscher Glas- und Wandmaler, Aquarell-, Öl-Maler sowie Mosaikkünstler, der auch in Bronze arbeitet. Darüber hinaus war er als Buchillustrator tätig.

## Leben
Nach seiner Schulausbildung besuchte Selgrad von 1942 bis 1944 die Meisterschule für Handwerker in Kaiserslautern, um in Innendekoration, Malerei und Raumgestaltung ausgebildet zu werden.
Unmittelbar nach seiner Entlassung am 21. Juni 1945 aus der amerikanischen Kriegsgefangenschaft malte er am 17. Juli 1945 eine Ansicht von Neuleiningen als Aquarell.
Als Gründungsschüler der Staatlichen Schule für Kunst und Handwerk in Saarbrücken in der Meisterklasse des Malers Boris Kleint und Schüler von Karl Lorenz Kunz in Elementarlehre und visueller Kommunikation von 1946 bis 1949 besuchte er von 1949 bis 1950 die Klasse für Glasfenstergestaltung, Mosaik und Fresko bei Jacques Chevallier an der École des arts appliqués à l’industrie in Paris. Dagegen gibt der Architekt Rudolf Maria Birtel (1925–2009) an, Selgrad während dessen Studienaufenthalts in Paris 1952 kennengelernt zu haben.
Nach dem Abschluss entwarf er zahlreiche Glasfenster, Mosaike, Reliefs und Wandmalereien für Sakral- und Profanbauten im Saarland und darüber hinaus. Neben seiner künstlerischen Tätigkeit war er von 1969 bis 1992 als Kunsterzieher am Gymnasium am Steinwald in Neunkirchen tätig. Ferdinand Selgrad lebte und arbeitete in Spiesen. Nach seinem Tod wurde er auf dem dortigen Friedhof Gänsberg beigesetzt.

## Arbeiten und Entwürfe

### Ausstattung von Profanbauten
- 1960: „Hl. Christophorus“, 1960 als farbiges Mosaik an der Hüttenbergstraße 37 in Neunkirchen ausgeführt und steht seit 2007 als Einzeldenkmal unter Denkmalschutz[6]
- 1964: Drei Rundbogenfenster in der unter Denkmalschutz stehenden Bergwerksdirektion Saarbrücken als Ehrenmal für die Opfer des Grubenunglücks von Luisenthal[7]
- 1967: Lagerhalle mit Bürogebäude, Garage, Kfz-Werkstatt und Tankstelle an der Lisztstraße in Neunkirchen für Fritz Ringling nach dem Entwurf von Rudolf Maria Birtel und dem ausgeführten farbigen Betonrelief von Ferdinand Selgrad, Spiesen
- 1970: Mehrfamilienwohnhaus mit Arztpraxis in Neunkirchen, Bürgermeister Ludwigstraße 2, für Dr. med. Heinz Weinkauf nach den Plänen des Architekten Rudolf Maria Birtel, Betonglasfenster entworfen durch Ferdinand Selgrad, Betonsanierung 1988

### Ausstattung von Sakralbauten
- 1950–1951: Mosaikfenster (mit seiner Assistentin Marianne Aatz geborene Klein)[8] der in diesem Zeitraum nach den Plänen des Architekturbüros Moritz Gombert und Baurat Hoferer aus Völklingen errichteten Katholische Pfarrkirche St. Maternus in Aschbach, die zwischenzeitlich unter Denkmalschutz steht
- 1957: Mosaikbild "Hl. Dreifaltigkeit" in der Pfarrkirche St. Mauritius in Alsweiler
- 1957–1959: Errichtung der katholischen Filialkirche St. Barbara, Neunkirchen-Heinitz, nach den Plänen von Peter Böhr, Mayen, mit von Ferdinand Selgrad gestaltetem Barbarafenster (Betonglasfenster)[9]
- 1959: Filialkirche (Kapelle) Maria Königin, Vierherrenborn, Bauherr: Katholische Pfarrgemeinde Zerf, Tabernakel, Kerzenhalter und Sandsteinrelief: Ferdinand Selgrad
- 1961: Maria Trost in Dillingen
- 1966: Betonglasfenster der katholischen Kirche St. Barbara in Emmersweiler
- 1966–1968: Pfarrkirche St. Menas in Koblenz-Stolzenfels 1966 bis 1968 Neubau eines Windfanges und liturgische Neugestaltung, Tabernakel, Tabernakelgitter, Lesepult (in Bronze) und Betonglasfenster im Windfang durch Ferdinand Selgrad aus Spiesen-Elversberg ausgeführt
- 1966: Siebenteilige Fensterbilder durch Ott Frères aus Straßburg nach Entwürfen von Selgrad ausgeführt
- 1967: Ev. Heilig-Geist-Kirche (20. Jahrhundert) in Dudweiler nach den Plänen der Architekten Rudolf und Klaus Krüger und mit Betonverglasungen nach Entwürfen von Selgrad durch die Pariser Glaserei J. Barillet 1967 ausgeführt[10]
- 1968: Kapelle im Knappschaftskrankenhaus, Neunkirchen für die Saarknappschaft der Rheinische Landeskirche in Düsseldorf, Bischöfliches Ordinariat Trier, Neueinrichtung Antependium: versteinerter Baumstamm, ca. 2 Mill. Jahre alt, Tabernakel und Kreuz in Aluminiumguss ausgeführt
- 1968–1970: Bruderkirche in Düsseldorf nach den Plänen der Architekten Rudolf und Klaus Krüger mit Glasmalereien von Selgrad[11]
- 1969: Zehn Seitenfenster durch F. Binsfeld aus Trier nach Entwürfen von Selgrad ausgeführt[12] für die zwischen 1954 und 1956 nach den Plänen des Architekten und Hochschullehrer Rudolf Krüger ausgeführte Protestantische Adventskirche in Jägersburg
- 1969: Zwei Fenster im Chorraum der evangelischen Kirche in Ottwiller (Elsaß)[13]
- 1970: Katholische Pfarrkirche Mariä Geburt in Ottweiler, Wilhelm-Heinrichstraße 21
- 1997: Drei Fenster im Chorraum der evangelischen Kirche in Wiebelskirchen

### Illustrationen
- Artur Kern: Kommt wir lesen. Eine ganzheitliche Heimatfibel. Saarbrücken, Universitäts- und Schulbuchverlag, 1964, 112 S., mit zahlreichen farbigen Illustrationen von Ferdinand Selgrad

### Ausstellungen
- 1949: Teilnahme an der Ausstellung der Schule für Kunst- und Handwerk im Pavillon de Marsan des Kunstgewerbemuseums Paris
- 1967: Ausstellung der Kleint-Schüler in Saarbrücken
- 1979: Bonner Landesvertretung des Saarlandes zusammen mit Karlheinz Grünewald (1925–1987),[14] Boris Kleint, Gero Koelmann, Wilhelm A. Kurz und György Lehoczky
- 1993: Volksbank Spiesen-Elversberg im Rahmen des 28. kunst contact
- 2013: „Aktuelle Arbeiten“, Rathausgalerie Neunkirchen
- 2013: „Zwischen Figuration und Abstraktion“, Städtische Galerie Neunkirchen[15]